# Землі сільськогосподарського призначення
Землі сільськогосподарського призначення — категорія земель земельного фонду України, до якої належать усі землі, надані для потреб сільського господарства або призначені для вказаних цілей. Основними суб'єктами, які експлуатують зазначені землі, є колективні сільськогосподарські підприємства. Ці підприємства використовують закріплені за ними землі для ведення товарного сільськогосподарського виробництва.